# فيرا (نهر)
فيرا هو نهر في وسط ألمانيا يكون المصب الرافد الأيمن لنهر فيزر. ينبع النهر من بلدة آيسفلد في جنوب تورينغن. بعدقكع النهر مسافة 293 كيلومتر (182 ميل) ينضم إلى نهر فولدا في بلدة هان موندن لتشكيل نهر فيسر.

## معرض صور

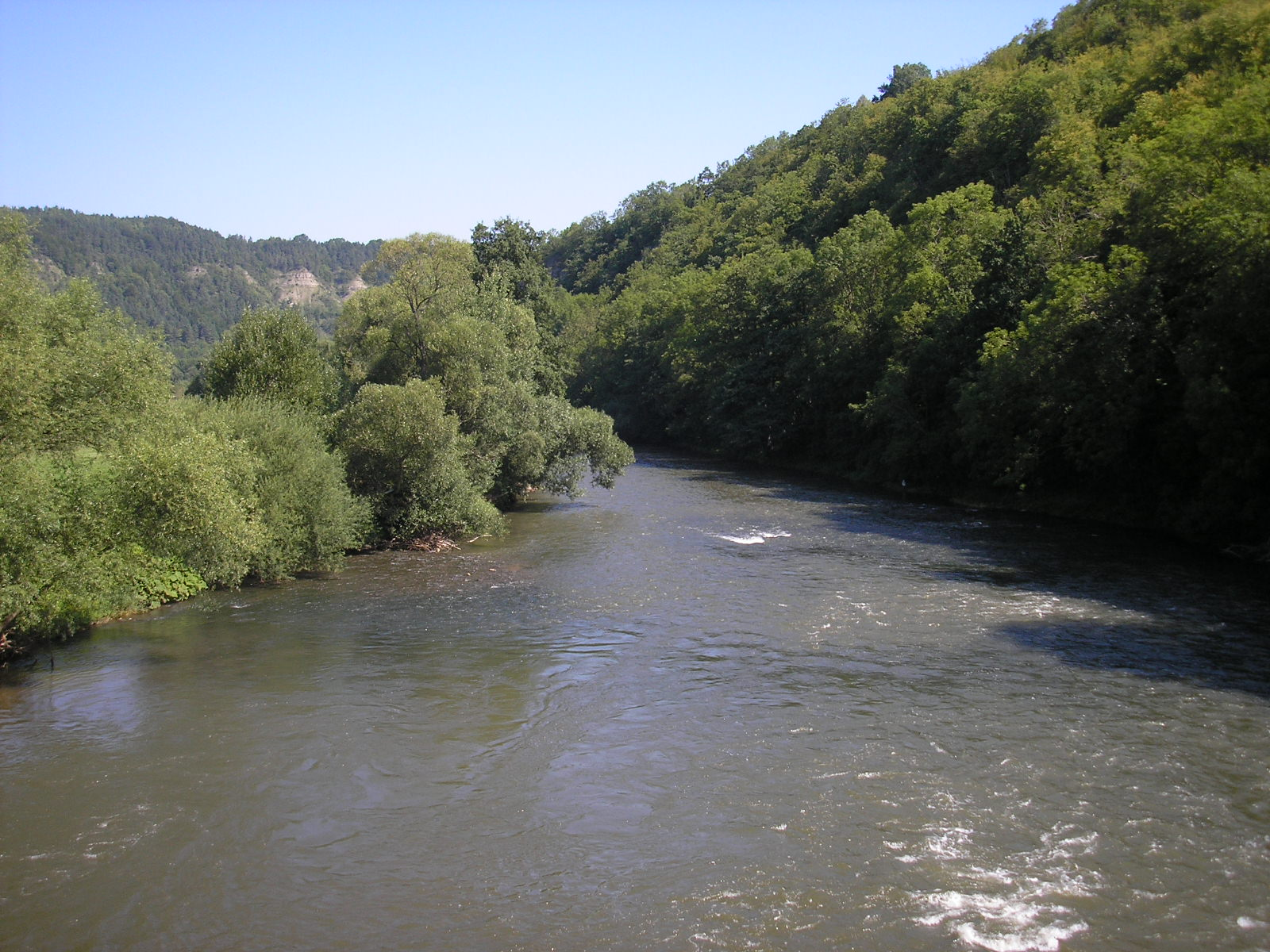
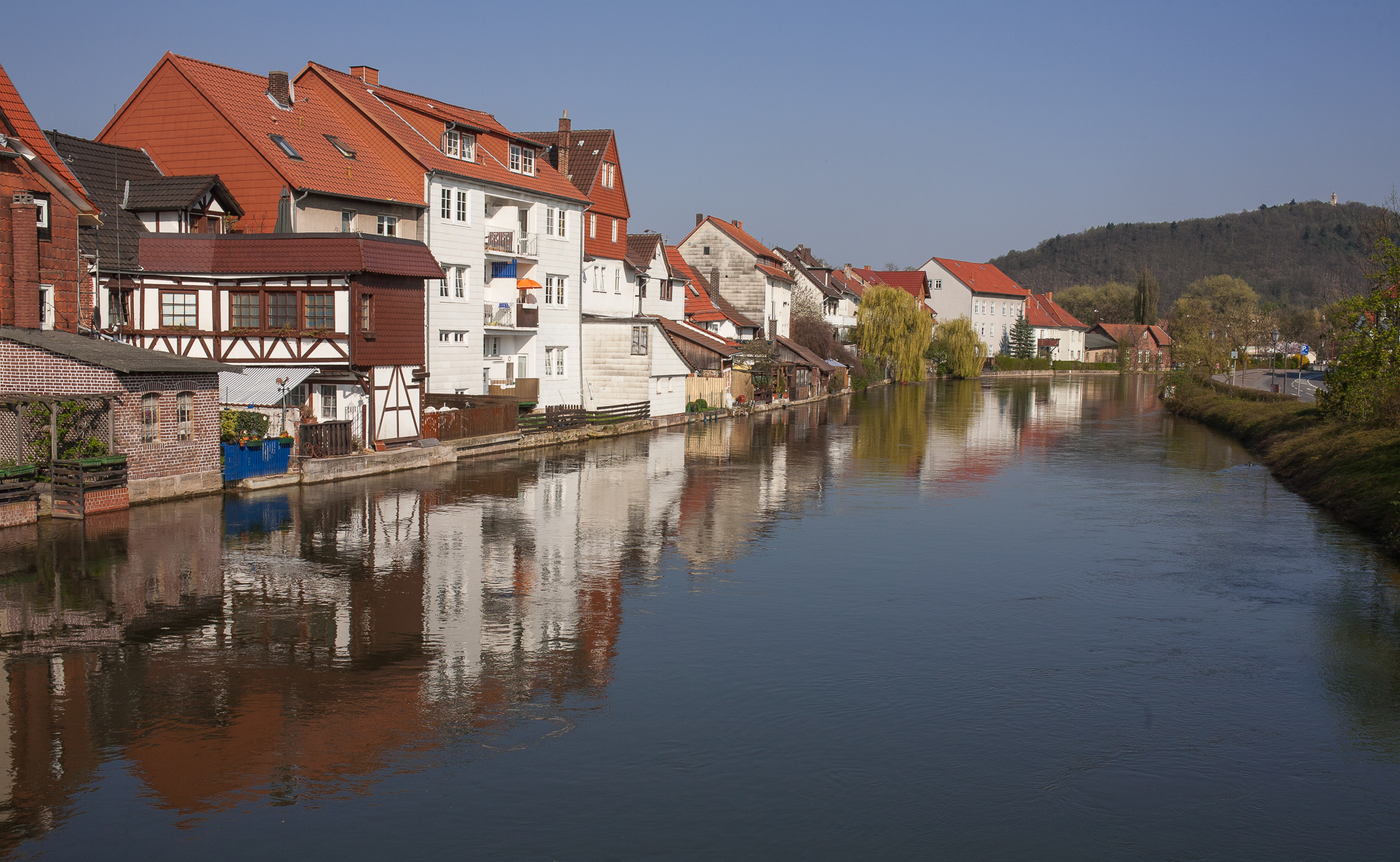
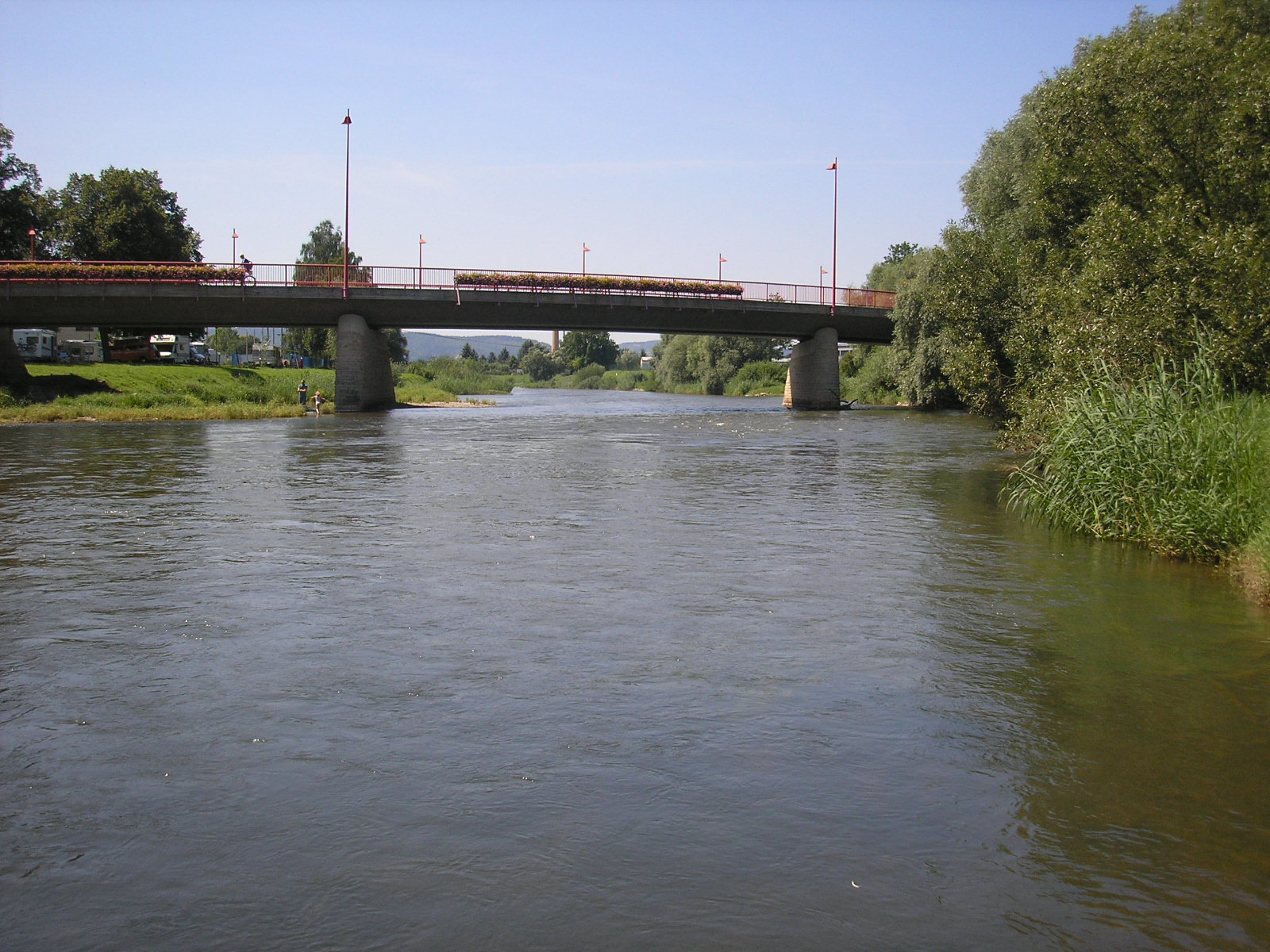